# Plagithmysus lanaiensis
Plagithmysus lanaiensis là một loài bọ cánh cứng trong họ Cerambycidae.